# Omar Fraile
Omar Fraile (født 17. juli 1990) er en spansk cykelrytter, der kører for det professionelle cykelhold Ineos Grenadiers.

## Meritter
2013
10. plads, Grand Prix de Plumelec-Morbihan
2015
Vuelta a España
1. plads  Bjergkonkurrencen
 Mest angrebsivrige, 3. og 9. etape
1. plads  Bjergkonkurrencen, Baskerlandet Rundt
1. plads, Giro dell'Appennino
1. plads, 4. etape Fire dage ved Dunkerque
4. plads, Classic Loire Atlantique
10. plads samlet, Vuelta a Asturias
2016
Vuelta a España
1. plads  Bjergkonkurrencen
 Mest angrebsivrige, 6. etape
1. plads  Bjergkonkurrencen, Vuelta a Burgos
7. plads Gran Premio di Lugano
Giro d'Italia
Bar  efter 2. etape
2017
Giro d'Italia
1. plads, 11. etape
Bar  mellem 12.–13. etape
2. plads samlet, Tour de Yorkshire